# Jevgeni Sladkov
Jevgeni Sladkov (Kazachs: Евгений Сладков) (15 december 1983) is een Kazachse wielrenner. Nadat hij in 2006 een stage voltooide bij Jartazi, mocht hij in 2007 als prof aan de slag bij Astana.

## Belangrijkste overwinningen
geen

## Belangrijkste ereplaatsen
2005
- 6e bij het Kazachs kampioenschap op de weg

2006
- 5e bij het Kazachs kampioenschap op de weg
- 13e in het eindklassement van de Ronde van de Toekomst

## Tourdeelnames
geen
Abakoumov · Blanchy · Cauquil · De Groote · Derepas · Haynes · Hoogerland · Kaupas · Meul · Moeravjov · Nevens · Planckaert · Ronsse · Scheirlinckx · Soetens · Thys · Tombak · Van der Slagmolen · Van Mingeroet · François (stagiair) · Sladkov (stagiair)
Abakoumov ·
Bazajev ·
Colom ·
de Kort ·
Frei ·
Goerov ·
Haselbacher ·
Iglinski ·
Ivanov ·
Jakovlev ·
Joachim · 
Kasjetsjkin (tot 31/08) · 
Kemps · 
Kessler (tot 15/07) ·
Klöden ·  
Kolesov ·
Mazet · 
Mazzoleni (tot 15/07) ·
Michajlov ·
Mizoerov ·  
Morabito ·
Moeravjov · 
Navarro ·
Rast ·
Redondo (tot 15/08) ·  
Savoldelli ·
Schär · 
Sladkov ·
Vinokoerov (tot 31/07) 